# Скибицкая, Марина Михайловна
Мари́на (Мари́я) Миха́йловна Скиби́цкая (24 февраля (7 марта) 1884, Казань — 29 января 1943, Саратов) — актриса оперы (меццо-сопрано), педагог.

## Биография
Родилась в Казани в семье крестьянского происхождения. После окончания гимназии в Казани поступила на учительские курсы. Пробовала себя как певица в любительских концертах и привлекла внимание побывавшего здесь М. Е. Медведева, который заинтересовался талантливой девушкой и предложил ей готовиться для профессиональной сцены. Скибицкая до 1907 года училась пению в Московском музыкально-драматическом училище, одновременно под наблюдением Медведева в его студии в Москве овладевала сценическим искусством. В 1906 году дебютировала в Москве в опере «Любовный напиток» Г. Доницетти.
Наиболее яркие периоды сценической деятельности М. М. Скибицкой связаны с Киевом, где она была оперной примадонной и любимицей публики. Впервые поступила в Киевскую оперу в сезоне 1907/1908 годов — после того, как её учитель Медведев был назначен в этом театре учителем сцены. Вновь была приглашена в Киев в 1912 году и служила здесь (с перерывами) до 1926 года при различных режимах — в периоды Российской империи, Временного правительства, Украинской державы, советской власти. В 1919 году входила в состав первого украинского советского оперного театра в Киеве «Музыкальная драма», режиссёром которого был Лесь Курбас. С равным успехом пела как на русском, так и на украинском языке.
Была также солисткой оперных театров в Казани (сезон 1908/1909), Саратове (неполный сезон 1918), Житомире (1921/1922), Харькове (1923/1924), Тифлисе (1926/1927), участвовала в Передвижной опере М. Е. Медведева (1910—1912), антрепризной опере М. Ф. Багрова в Одессе (1927—1929), Третьей передвижной украинской опере (1929—1930). В разные годы выступала в московском Большом театре (где исполняла партию Кармен — одну из самых ярких в её репертуаре), в Евпатории, Екатеринославе, Минске, Риге, Ростове-на-Дону и др.
Принимала участие в камерных концертах, исполняла народные песни и романсы.
Последние годы жизни М. М. Скибицкая провела в Саратове, где в 1930—1941 годах была солисткой оперного театра. С 1938 года — профессор Саратовской консерватории. В Саратове же скончалась 29 января 1943 года.

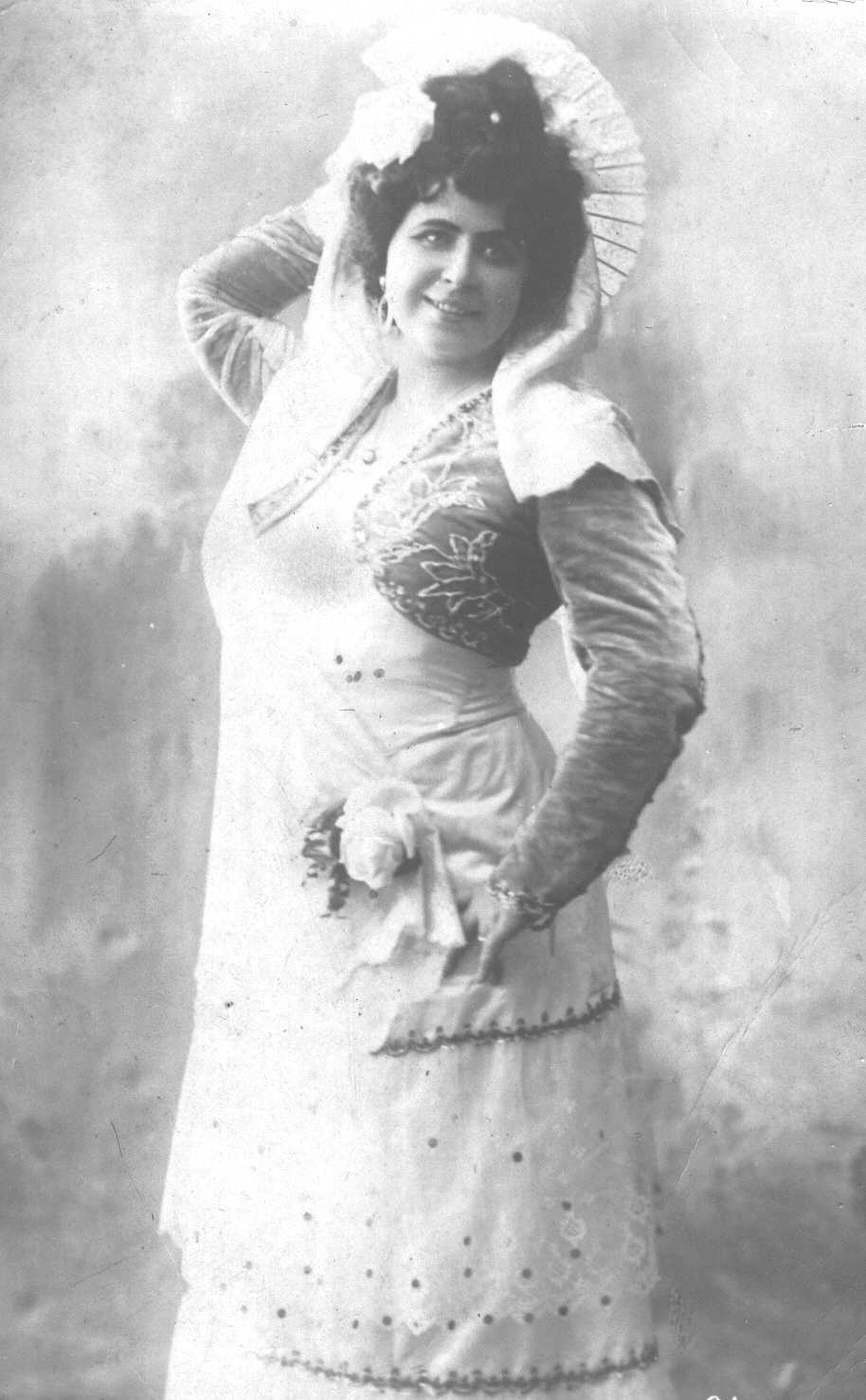
М. М. Скибицкая — Кармен.

## Творчество
В исполнении М. М. Скибицкой привлекали блестящие вокальные данные: она обладала голосом выдающейся красоты и силы, широкого диапазона, в совершенстве поставленной техникой пения. По свидетельству С. Левика, «трель и пассажи Скибицкой могли быть предметом зависти тех лирических сопрано, которые пели лирико-колоратурный репертуар». В то же время её отличало глубокое проникновение в смысл исполняемой партии, помноженное на незаурядный драматический талант. О Скибицкой отзывались как о «Шаляпине в юбке». Используя все тембровые краски и оттенки, певица создавала целостные вокально-сценические образы.

### Избранные партии
- Кармен («Кармен» Ж. Бизе)
- Розина («Севильский цирюльник» Дж. Россини)
- Амнерис («Аида» Дж. Верди)
- Азучена («Трубадур» Дж. Верди)
- Далила («Самсон и Далила» К. Сен-Санса)
- Ольга; Няня («Евгений Онегин» П. Чайковского)
- Любовь Кочубей («Мазепа» П. Чайковского)
- Полина; Графиня («Пиковая дама» П. Чайковского)
- Боярыня Морозова («Опричник» П. Чайковского)
- Иоанна д’Арк («Орлеанская дева» П. Чайковского)
- Солоха («Черевички» П. Чайковского)
- Любава («Садко» Н. Римского-Корсакова)
- Ганна («Майская ночь» Н. Римского-Корсакова)
- Любаша («Царская невеста» Н. Римского-Корсакова)
- Кончаковна («Князь Игорь» А. Бородина)
- Рогнеда («Рогнеда» А. Серова)
- Марина Мнишек («Борис Годунов» М. Мусоргского)
- Марфа («Хованщина» М. Мусоргского)
- Настя («Тарас Бульба» Н. Лысенко)
- Катерина («Катерина» Н. Аркаса)